# 6-羟基黄酮
6-羟基黄酮（英語：6-Hydroxyflavone）是一种黄酮类化合物，是细胞色素P450酶CYP2C9的非竞争性抑制剂。6-羟基黄酮可在黄花假杜鹃（学名：Barleria prionitis）的叶子中发现，
有可能成为治疗焦虑样障碍的潜在药物。